# Ramit-Naturschutzgebiet
Das Ramit-Naturreservat liegt in Tadschikistan nordöstlich von Duschanbe in den Nohijahoi tobei dschumhurij. Es umfasst 16139 ha Berglandschaft. Ein nahegelegenes Dorf ist Sarvo.
Im Reservat kommt der Schneeleopard vor. Darüber hinaus wird die Tadschikische Schraubenziege (Capra falconeri heptneri) im Reservat in Gehegen gezüchtet und derzeit wieder ausgewildert.